# Geertruida ten Cate Hoedemaker
Geertruida Catharina ten Cate Hoedemaker (Lonneker, 1 januari 1828 - Ambt Almelo, 3 mei 1907) was een Nederlands kunstschilder. Ze werd ook wel de rozenkoningin genoemd.

## Jeugd en gezin
Ten Cate Hoedemaker werd geboren in een gezin van acht kinderen, als dochter van fabrikant Hendrik ten Cate Hoedemaker en Hendrika Walkate. Haar vader stierf in 1836, haar moeder in 1839. Dat maakte Ten Cate Hoedemaker op elfjarige leeftijd wees. Ze ging wonen in Hengelo bij haar oom en tante, de doopsgezinde predikant Herman ten Cate en zijn vrouw Anna J. Paschen. Ten Cate Hoedemaker werd op haar 18e geportretteerd door haar nichtje Christina Alida Blijdenstein.
In 1852 trouwde zij met Barend Gorter en in het huwelijk werden twaalf kinderen geboren, onder wie Arnold Marc Gorter

## Werk
Op haar zestiende begon Ten Cate Hoedemaker met schilderen. Zij portretteerde haar oom maar specialiseerde zich al snel in stillevens van rozen. In 1862 bouwden Ten Cate Hoedemaker en haar man huize Frisoaan de Bornsestraat 293 in Almelo. De grote ramen in het huis gaven uitzicht op de aangelegde rozentuin.
Zowel Hendrik Valkenburg als Jan Derk Huibers en Gerardine van de Sande Bakhuyzen gaven Ten Cate Hoedemaker regelmatig advies. Zo experimenteerde ze met het weglaten van de vaas in het stilleven, een kenmerk waar Van de Sande Bakhuyzen bekend om staat. Ze exposeerde meerdere malen, onder meer bij diverse tentoonstellingen van Levende Meesters.

## Tentoonstellingen
1877 'Levende Meesters', Kon. Akademie, Amsterdam 

1878 'Tentoonstelling van Voorwerpen van Nijverheid en Kunst uitsluitend door Vrouwen vervaardigd', Leeuwarden 

1881 'Levende Meesters', Arti, Amsterdam 

1882 'Kunstwerken door Vrouwen vervaardigd', Panoramagebouw, Amsterdam 

1886 'Levende Meesters', Rijksmuseum, Amsterdam 

1892 'Levende Meesters', Tentoonstellingsgebouw Nieuwezijdsvoorburgwal, 

1894 'Levende Meesters', Academie, Rotterdam 

1897 Sociëteit Almelo 

1901 Sociëteit Almelo 

1901 Ned. Indische Kunstkring, Batavia 

1902 'Pro Boer' tentoonstelling (benefiet voor Zuid-Afrikaners), Scheveningen 

### Postuum
1915 Schouwburgzaal, Almelo: veiling nagelaten werken 

1916 Foyer Grote Sociëteit, Enschedé: veiling nagelaten werk. 

1997 'De Rozenkoningin' Museum voor Heemkunde(nu: Stadsmuseum), Almelo 
 
2017 'De Rozenkoningin' Museum Bussemakerhuis, Borne 